# Бандейра-ду-Сул
Бандейра-ду-Сул (порт. Bandeira do Sul) — муниципалитет в Бразилии, входит в штат Минас-Жерайс. Составная часть мезорегиона Юг и юго-запад штата Минас-Жерайс. Входит в экономико-статистический микрорегион Посус-ди-Калдас. Население составляет 5490 человек на 2006 год. Занимает площадь 46,917 км². Плотность населения — 117,0 чел./км².
Праздник города — 1 марта.

## История
Город основан 1 марта 1964 года.

## Статистика
- Валовой внутренний продукт на 2003 год составляет 16 449 116,00 реалов (данные: Бразильский институт географии и статистики).
- Валовой внутренний продукт на душу населения на 2003 год составляет 3151,78 реалов (данные: Бразильский институт географии и статистики).
- Индекс развития человеческого потенциала на 2000 год составляет 0,774 (данные: Программа развития ООН).